# Sundanäshornsfågel
Sundanäshornsfågel (Rhabdotorrhinus corrugatus) är en fågel i familjen näshornsfåglar inom ordningen härfåglar och näshornsfåglar.

## Utseende
Sundanäshornsfågeln är en stor (65–70 cm) näshornsfågel med ljus stjärt. Hanen är svart på hjässa, kropp och vingar, medan den är vit på halsen och övre delen av bröstet. Stjärten är vit, dock svart vid roten. De vita områdena är ofta anstrykna av gulockra till rödbrunt från fågelns putsolja. Näbben är gul, längst in röd med skåror på övre näbbhalvan. Kasken är rödfärgad och tillskrynklad, blå bar hud syns runt ögat och den uppblåsbara strupsäcken är gulaktig. Honan är mindre än hanen med helsvart från huvud till bröst. Kasken är vidare mindre och gul och strupsäcken blåfärgad.

## Utbredning och systematik
Fågeln förekommer på Malackahalvön, Sumatra och Borneo. Den behandlas numera vanligen som monotypisk, det vill säga att den inte delas in i några underarter. Tidigare placerades arten i släktet Aceros men den och dess närmaste släktingar lyfts numera ut till Rhabdotorrhinus efter genetiska studier.

## Status och hot
Skårnäbbad näshornsfågel har ett stort utbredningsområde, men kräver stora områden med ostörd skog i ett område där skogsavverkningen är intensiv. Detta tros påverka dess bestånd negativt, förvärrat av ett hårt jakttryck. Fågeln är därför upptagen på internationella naturvårdsunionen IUCN:s röda lista över hotade arter, kategoriserad som starkt hotad (EN). Beståndets storlek har inte uppskattats, men den beskrivs som överallt ovanlig.